# Earl Barrett
Earl Delisser Barrett (Rochdale, 28 april 1967) is een Engels voormalig voetballer die als rechtsachter speelde. Hij won de League Cup met Aston Villa in 1994. Hij kwam voorts uit voor Manchester City en Everton. Barrett is 3-voudig Engels international. Hij kreeg de bijnamen "The Pearl", "Pearlinho" en "The Earl of Barrett", naast een verwijzing naar zijn voornaam omwille van zijn donkere huidskleur en frivole speelstijl die werd vergeleken met die van Braziliaanse spelers.

## Clubcarrière

### Manchester City
Barrett begon zijn loopbaan bij Manchester City in 1985, destijds geen topclub. Hij kwam er gedurende twee seizoenen zelden aan spelen toe.

### Oldham Athletic
Barrett speelde zich vanaf 1987 in de kijker als technisch vaardige rechtsachter van Oldham Athletic, waarmee hij een plaats afdwong in de nagelnieuwe Premier League in het seizoen 1991/1992, met name door zich te handhaven in de First Division. Twee seizoenen eerder was hij met de club naar de hoogste klasse gepromoveerd. Alle teams die actief waren in de First Division (of de clubs die zeker waren van het behoud) stapten over naar de commercieel interessantere Premier League, wat zich voordeed voor de start van het seizoen 1992/1993. Barrett verloor met Oldham Athletic de finale van de League Cup in 1990, tegen Nottingham Forest dat hierdoor twee keer op rij de ligabeker won.

### Aston Villa
Aston Villa betaalde £ 1.700.000 voor zijn diensten in de zomer van 1992, anno 2019 nog steeds een clubrecord van Oldham. Hij was bij Villa lange tijd een vaste waarde.
Barrett won toch eens de League Cup, nadat hij dit niet kon realiseren als speler van Oldham. Manchester United werd met 3-1 verslagen in de finale van 1994. Barrett speelde de volledige wedstrijd. In totaal zou hij 116 competitiewedstrijden afwerken in de loondienst van Aston Villa. Nadat de club Gary Charles aantrok, werd deze de vaste rechtsachter.

### Everton
In de wintermercato van het seizoen 1994/1995 verhuisde Barrett naar Everton, waar hij niet speelgerechtigd was tijdens de gewonnen finale van de FA Cup tegen Manchester United (1-0). Een knieblessure dwarsboomde Barrett, waardoor zijn periode bij Everton geen groot succes werd.
Barrett kwam uiteindelijk aan 74 competitiewedstrijden voor The Toffees.

### Latere carrière
Barrett speelde twee seizoenen bij Sheffield Wednesday, van 1998 tot 2000. Hij werd ook een half seizoen door Everton uitgeleend aan stadsrivaal Sheffield United.
Barrett beëindigde zijn carrière na afloop van het seizoen 1999/2000, grotendeels wegens blessureleed.

## Erelijst
| Competitie  |             |             |
| Competitie  | Aantal      | Jaren       |
| Aston Villa | Aston Villa | Aston Villa |
| ----------- | ----------- | ----------- |
| League Cup  | 1×          | 1993/94     |

## Interlandcarrière
Barrett speelde drie interlands voor het Engels voetbalelftal, tussen 1991 en 1993, en was jeugd- en B-international.
| Interlands van Earl Barrett voor Engeland | Interlands van Earl Barrett voor Engeland | Interlands van Earl Barrett voor Engeland | Interlands van Earl Barrett voor Engeland | Interlands van Earl Barrett voor Engeland | Interlands van Earl Barrett voor Engeland |
| №                                         | Datum                                     | Wedstrijd                                 | Uitslag                                   | Competitie                                | Goals                                     |
| ----------------------------------------- | ----------------------------------------- | ----------------------------------------- | ----------------------------------------- | ----------------------------------------- | ----------------------------------------- |
| 1                                         | 02.06.1991                                | Nieuw-Zeeland - Engeland                  | 0 – 1                                     | Vriendschappelijk                         | /                                         |
| 2                                         | 12.06.1993                                | Engeland - Brazilië                       | 1 – 1                                     | Vriendschappelijk                         | /                                         |
| 3                                         | 18.06.1993                                | Duitsland – Engeland                      | 2 – 1                                     | Vriendschappelijk                         | /                                         |